# Heliconius submarginatus
Heliconius submarginatus är en fjärilsart som beskrevs av Anton Heinrich Fassl 1912. Heliconius submarginatus ingår i släktet Heliconius och familjen praktfjärilar. Inga underarter finns listade i Catalogue of Life.